# 408 a.C.
Il 408 a.C. (CDVIII a.C. in numeri romani) è un anno  del V secolo a.C.

## Eventi
- Roma
  - Tribuni consolari Gaio Servilio Strutto Ahala, Publio Cornelio Cosso e Gaio Giulio Iullo
  - Dittatore Publio Cornelio Rutilo Cosso
  - I romani sconfiggono davanti ad Anzio l'esercito alleato di Volsci ed Equi

## Nati
- Dione di Siracusa, filosofo e politico siceliota († 354 a.C.)
- Eudosso di Cnido, matematico e astronomo greco antico